# Corydoras aurofrenatus
Corydoras aurofrenatus is een straalvinnige vissensoort uit de familie van de pantsermeervallen (Callichthyidae). De wetenschappelijke naam van de soort is voor het eerst geldig gepubliceerd in 1903 door Eigenmann & Kennedy.